# سایه روز
"سایه روز"(به انگلیسی: Shadow of the Day) یک ترانه از گروه راک آمریکایی لینکین پارک است. این ترانه به عنوان سومین تک‌آهنگ آلبوم دقایقی تا نیمه‌شب منتشر شد. این ترانه برای اولین بار در جریان تور پروجکت روولوشن گروه در ۲۵ ژوئیه ۲۰۰۷ در واشنگتن اجرا شد.

## اطلاعات پس زمینه
چستر بنینگتون، خوانندهٔ اصلی، توضیح داد که گروه بیش از ۶۰ بار از ضرب آهنگ‌های مخلتلف و همینطور ابزارهای متفاوتی برای ساخت این آهنگ استفاده کردند تا زمانی که به مناسب‌ترین شکل آهنگ رسیدند.
مانند دو ترانه شکستن عادت و ضعیف، ضبط بخشی از "سایه روز"، به شیوهٔ نواختن زندهٔ کیبورد توسط مایک شینودا انجام گرفته‌است. پایان ترانه با یک قطعهٔ بی کلام به آهنگ آنچه من انجام داده‌ام متصل می‌شود. این دومین آهنگ طولانی آلبوم است، علاوه بر پایان ترانه که صدای پس زمینهٔ مایک شینودا شنیده می‌شود، او با نت شبیه و تن صدای متفاوت از چستر بنینگتون بخش "And the shadow of the day will embrace the world in grey and the sun will set for you" را می‌خواند.
در اجرای زندهٔ این ترانه، بنینگتون گیتار به دست می‌گیرد که از موارد نادر در کنسرت‌های گروه است.
این آهنگ در لیست ترانه‌هایی که برای "بازی‌های المپیک ۲۰۰۸ پکن" ساخته شده، قرار دارد.

## موزیک ویدئو
ویدئوی "سایه روز" به کارگردانی جو هان ناآرامی‌ها و شورش‌های اجتماعی در بخشی از ایالات متحده را نشان می‌دهد. این ویدئو در لس آنجلس، کمپانی فاکس قرن بیستم فیلمبرداری شده‌است.
ویدئوی ساخته شده در ۱۵ اکتبر ۲۰۰۷ در اینترنت منتشر شد. در ابتدای این ویدئو چستر بنینگتون از خواب برخاسته و به ساعت نگاه می‌کند که فقط دقایقی تا نیمه‌شب مانده و ساعت ۱۱:۵۵ است (اشاره دارد به نام آلبوم و شماره قطعهٔ ۵ این آهنگ در آلبوم). این ویدئو ۴ دقیقه است به این معنا که در پایان، ساعت ۱ دقیقه به نیمه شب خواهد بود. چستر در حین لباس پوشیدن از اخبار تلویزیون می‌بیند که مردم در حال تظاهرات هستند. از خانه بیرون می‌رود، جمعیت در حال تظاهرات و پلیس ضد شورش هم در حال دستگیری و ساکت کردن آنهاست، ناگهان مردی از جمعیت، بطری الکلی روی یک ماشین پرتاب می‌کند و انومبیل آتش می‌گیرد. در توضیح عنوان این ترانه یعنی "سایه روز"، چستر در حالی که جلوی اتومبیل آتش گرفته ایستاده و ناامیدانه به قتل‌عامی که او را احاطه کرده می‌نگرد. سپس به سمت شعله‌ها برگشته و ویدئو به تاریکی می‌رود.
در این ویدئو دیگر اعضای گروه غایب هستند و آهنگ به‌طور کامل روی ویدئو شنیده نمی‌شود بلکه همراه با افکت‌های صوتی است، مثل صدای مردم که می‌گویند ما آزادی می‌خواهیم یا صدای منفجر شدن اتومبیل.
سه ویرایش متفاوت از این ویدئو وجود دارد (احتمالاً به دلیل سانسور):
- در قطعاتی از این ویدئو که قبل از انتشار روی وبسایت جو هان قرار گرفته صحنه‌هایی مشاهده می‌شود که در هیچ‌کدام از نسخه‌های ویرایش شده نیست. در دقیقهٔ ۳:۱۸، چستر بک کیف با خود دارد. لخظاتی بعد ویدئو در خانهٔ او یک میز که روی آن ابزار و وسایل و نقشه‌های متعدد نشان می‌دهد و همینطور مانیتورهایی برای دوربین‌های امنیتی که یک ساختمان خاص وجود دارد. بعد ۳۰ ثانیه این ساختمان با یک انفجار عظیم نابود می‌شود. اشاره به این دارد که چستر یک بمب ساخته بود و آن را با خود حمل می‌کرد و انفجار ساختمان در طول شورش برنامه‌ریزی شده بود.
- در یک پایان دیگر، قسمتی که چستر از شعله‌ها دور می‌شود، پلیس تیراندازی می‌کند و ویدئو با صحنه‌ای از افتادن کیف چستر به پایان می‌رسد. مشخص نشد چه اتفاقی برای چستر میفتد، او احتمالاً به ضرب گلوله کشته شده یا کیف را رها کرده و به شورشیان خیابان می‌پیوندد. این پایان، فقط در کانال موسیقی "ام تی وی اروپا" نمایش داده شده‌است.
- صحنه‌های شورش جایگزین بخش‌های تیراندازی و شکستن بطری شده‌است.

## جوایز
این ویدئو برندهٔ جایزهٔ "بهترین ویدئوی راک" از "۲۰۰۸ ام تی وی ویدئو میوزیک اواردز" و همینطور نامزد دریافت جایزهٔ "بهترین کارگردانی" شد.

## رتبه در جدول
| جدول ۲۰۰۸                          | رتبه در جدول |
| ---------------------------------- | ------------ |
| جدول تک‌آهنگهای ARIA استرالیا       | 15           |
| جدول ۷۵ تک‌آهنگ اتریش               | 6            |
| ۱۰۰ برتر کانادا                    | 12           |
| لهستان                             | 5            |
| جمهوری چک                          | 14           |
| تک آهنگ‌های فرانسه                  | 20           |
| تک آهنگ‌های برتر آلمان              | 12           |
| ۱۰۰ تک‌آهنگ برتر اروپا              | 21           |
| تک‌آهنگهای RIANZ نیوزیلند           | 13           |
| تک‌آهنگهای سوئد                     | 20           |
| تک‌آهنگهای سویس                     | 11           |
| تک‌آهنگهای انگلستان                 | 16           |
| بیلبورد ۱۰۰ برتر آمریکا            | 15           |
| بیلبورد آمریکا: پاپ                | 9            |
| بیلبورد آمریکا: آهنگ‌های بالغ برتر  | 6            |
| بیلبورد آمریکا: آهنگ‌های آلترنیتیو  | 2            |
| بیلبورد آمریکا: آهنگ‌های راک جریانی | 6            |

## جدول پایان سال
| جدول ۲۰۰۸               | رتبه |
| ----------------------- | ---- |
| تک‌آهنگهای برتر آلمان    | 55   |
| بیلبورد ۱۰۰ برتر آمریکا | 55   |